# Поле чудес
Капитал-шоу «По́ле чуде́с» — советская и российская телеигра, выходящая каждую пятницу в 19:45 на ОРТ/«Первом канале» и являющаяся частичным аналогом американской телевизионной программы «Колесо Фортуны» (Wheel of Fortune). Программа была создана телекомпанией ВИD и выходит в эфир с 1990 года. Её первым ведущим был Владислав Листьев, с 1991 года её ведущим является Леонид Якубович, который занимает должность художественного руководителя программы.
«Поле чудес» представляет собой викторину, в которой участвуют девять человек, распределённые по трём тройкам (игра состоит из трёх туров и финала). Для каждой тройки на табло загадывается слово, которое они должны отгадать. Каждый игрок вращает барабан, разделённый на множество секторов: при выпадении сектора с определённым количеством очков он должен назвать букву, и если она есть в слове, он получает право на очередной ход (хотя может попытаться назвать слово в любой момент). Тот, кто первым правильно назвал слово, выходит в финал. На барабане также есть дополнительные сектора, в случае выпадения которых игрокам полагаются различные бонусы и призы. В финале играют до трёх игроков, победитель финала становится победителем игры. На заработанные в течение игры очки он может выбрать определённые призы и по своему желанию сыграть в суперигре, где он, рискуя всеми набранными призами, может выиграть суперприз в случае верного ответа на финальный вопрос.

## История

### Создание телепередачи
Ведущий «Взгляда» Владислав Листьев открывает аналог американского «Колеса фортуны». Для политизированной аудитории это измена делу демократии, к тому же «Поле чудес» звучит двусмысленно: в песенке про Буратино оно — «в стране дураков». Но массовая публика к «капитал-шоу» привыкает быстро. Отгадай-ка, «есть такая буква в этом слове» — «нет такой буквы в этом слове» с вращением барабана и «суперигрой» входит в привычку ежепятничного смотрения. К концу года «Поле чудес» — безусловно, самое популярное телеразвлечение СССР.
Леонид Парфёнов
Согласно распространённой версии, история программы началась, когда Анатолий Лысенко отдыхал в гостинице в Париже и увидел по телевизору американскую передачу «Wheel of Fortune» (она выходит до сих пор; но её версии демонстрируются в телеэфире более чем 21 страны: Арабском мире, Бельгии (Фландрии), Бразилии, Великобритании, Венгрии, Германии, Грузии, Дании, Испании, Италии, Ирана, Колумбии, Молдавии, Польше, Румынии, Сингапуре, Турции, Украине, Финляндии, Эквадоре, Эстонии и ЮАР). Вдохновившись просмотром, он принял решение создать нечто подобное для отечественного телевидения и назначил руководителем своего коллегу по молодёжной редакции Владислава Листьева. Листьев, не знавший английского языка, познакомился с Алексеем Мурмулёвым, работником музыкальной редакции Гостелерадио СССР, который подробно рассказал Листьеву суть передачи, сравнивая её со словесной игрой «виселица».
Далее телекомпания «ВИD» предприняла попытку приобретения лицензии на формат «Wheel of Fortune» у компании-дистрибьютера King World Productions, однако те не были заинтересованы в сотрудничестве. В конечном итоге Владислав Листьев и Алексей Мурмулёв решили объединить все известные им зарубежные игровые программы, от «Wheel of Fortune» до «The Price Is Right», в одну общую, без какого-либо участия американского правообладателя. Название для передачи Листьев взял из сказки А. Н. Толстого «Золотой ключик, или Приключения Буратино».
Съёмки первого выпуска этой программы состоялись 25 октября 1990 года, а премьера самой программы состоялась в эфире Первой программы Центрального телевидения СССР 26 октября 1990 года в 20:00 по московскому времени. По инициативе Александра Любимова первым ведущим телеигры стал сам Владислав Листьев. Изначально передачу должен был вести театральный актёр Игорь Угольников, однако он отказался от ведения капитал-шоу в пользу программы «Оба-на!», над которой ему предстояло работать. Этот выпуск был вторым по счёту среди отснятых выпусков, но первым показанным по ЦТ СССР. Согласно режиссёру Елене Харчевниковой, на запись первых выпусков приходили будущий генеральный директор «Первого канала» Константин Эрнст и его заместитель Александр Файфман. В разработке правил также участвовал знакомый Мурмулёва, звукорежиссёр Вячеслав Дюбайло, который принял участие в первых выпусках передачи.
С 26 октября по 28 декабря 1990 года передача выходила по пятницам в 20:00. С 1 января по 28 мая 1991 года выходила по вторникам в 21:45. С 7 июня 1991 года выходит еженедельно по пятницам вечером, время выхода в эфир варьировалось между 18:20 и 20:00. В случае выпадения праздника на пятницу программа выходит в эфир в день, предшествующий праздничному, то же самое происходит в случае переноса рабочего дня на субботу.
В конце 1990 года на экране впервые стали показывать квадраты с угаданными буквами в слове. Различные их варианты показывались телезрителям в выпусках 1994 года. Табло, на котором открывают буквы угадываемого слова, тоже соответственно несколько раз меняло свой облик.

### Смена ведущего
В середине 1991 года Листьев принял решение уйти из программы, чтобы работать над своим новым проектом — ток-шоу «Тема». Он вместе с женой Альбиной Назимовой зашёл в гости к сценаристу и ведущему конкурсов Леониду Якубовичу и предложил ему вести капитал-шоу. Якубович отказался, мотивируя это тем, что «человек с улицы» не может работать на телевидении. При этом Якубович участвовал в организации съёмок первого выпуска, развлекая публику и настраивая её на поддержку игроков перед записью передачи.
Листьев устроил кастинг на нового ведущего — в течение осени 1991 года показывались выпуски с незнакомыми широкой публике людьми (например, с журналистом Сергеем Тисленко). Вскоре Якубович согласился на предложение Листьева и провёл свой первый эфир 22 ноября 1991 года; именно тогда же впервые он произнёс свою знаменитую фразу «Рекламная пауза». После записи ещё трёх выпусков он хотел покинуть программу, но по окончании четвёртого эфира основные сотрудники телекомпании ВИD (Александр Любимов, Иван Демидов, Андрей Разбаш и др.) объявили зрителям в студии, что Леонид Якубович стал новым ведущим телеигры.
Официально заняв место ведущего и считая, что передача таким образом не продержится и полугода, в 1992 году Леонид Якубович предложил Владиславу Листьеву собственную концепцию: капитал-шоу должно быть «не про то, во что играют, а про тех, кто в это играет». Листьев дал на это своё согласие, и с этого момента до сих пор в «Поле чудес» акцент делается не на самом процессе угадывания слова, а на личностях и историях жизни игроков.
В дальнейшем Листьев появлялся в нескольких выпусках (2 апреля 1993-го и 1 апреля 1994-го) в качестве соведущего Якубовича вплоть до своего убийства 1 марта 1995 года.

### Программа в 1990-е годы
Отбор участников на передачу начал вестись на основе писем телезрителей, которых на 1992 год было до 40 тысяч в неделю. Всем приглашённым на передачу бронировались гостиничные номера, но расходы на дорогу и жильё не оплачивались. Согласно регламенту игры, в передаче не имели права играть ни телевизионные работники, ни их родственники.
Призы для игры предоставляли фирмы-рекламодатели, которые проверялись программой на предмет возможного мошенничества. Как правило, фирма предоставляла приз для выигрыша на определённое количество выпусков: если по прошествии этого количества приз не вручался никому, то становился собственностью телекомпании ВИD. Минута рекламы в передаче стоила 250 тысяч рублей.
23 октября 1992 года в эфир вышел юбилейный 100-й выпуск «Поля чудес», который снимали 29 сентября в Московском цирке Никулина на Цветном бульваре. К тому моменту из команды Владислава Листьева, работавшей над выпусками программ, ушли два человека и пришёл один (Леонид Якубович). На съёмку юбилейного выпуска было потрачено около 8 миллионов рублей. Выпуск ознаменовался одним из наиболее известных скандалов: победивший в основной игре учитель Пётр Капустин из Магадана пошёл на суперигру, в которой разыгрывался в качестве суперприза автомобиль Volvo 850 от рижского автодилера Mussa Motors. Однако прежде, чем Капустин успел дать ответ на вопрос суперигры, в зале прозвучала подсказка, после которой возмущённый Якубович немедленно потребовал вывести подсказавшего зрителя из зала и вынужден был сменить задание. Несмотря на поддержку зрителей и даже съёмочной группы, Капустин не смог ответить на вопрос нового задания, но выигранные в основной игре призы ему были оставлены. Также после игры выяснилось, что участвовавшие в качестве ассистентов ведущего униформисты к концу съёмок уже были пьяны, и Листьев пригрозил, что больше передачу за пределами Останкино снимать не будут.
В 1993 году компания King World Productions, узнав о популярности «Поля чудес» в России, попыталась предложить одной из продюсерских фирм, работавших с телеканалом РТР, оформить контракт на постановку официальной адаптации «Wheel of Fortune», но получила отказ.
14 июня 1996 года был показан специальный выпуск «Поле чудес», подготовленный совместно ОРТ, НТВ, телекомпанией «ВИD» и съёмочной группой телепередачи «Куклы». В игре участвовали ростовые куклы семи кандидатов в президенты России (Михаил Горбачёв, Геннадий Зюганов, Владимир Жириновский, Святослав Фёдоров, Григорий Явлинский, Александр Лебедь и Борис Ельцин), министра обороны Павла Грачёва и премьер-министра Виктора Черномырдина. Также в игре были представлены куклы главы СБП Александра Коржакова и политика Виктора Анпилова (как помощники Ельцина и Зюганова соответственно). Заявленная тема игр — «Послезавтра»; в каждом туре в гротескном виде показывались отношения между кандидатами. В финал вышли Зюганов и Ельцин, а победу в выпуске и суперигре одержал Ельцин, получивший все шесть символических призов. Автором сценария выступил писатель Виктор Шендерович, сценарист программы «Куклы».
Ассистентами Леонида Якубовича являются несколько женщин-моделей, в том числе — постоянная ассистентка Римма Агафошина, которая открывает отгаданные буквы и вручает призы детям игроков с 1996 года.

### Программа в XXI веке
27 декабря 2002 года, в рамках недельной акции «Исключение из правил», предновогодний выпуск капитал-шоу провёл Валдис Пельш, на тот момент ведущий телеигры «Русская рулетка». После этого, 30 декабря был показан новогодний выпуск, в котором собрались все четверо ведущих игровых программ «Первого канала». Мария Киселёва провела первый тур, Максим Галкин — второй, Валдис Пельш — третий, а Леонид Якубович — финал и суперигру. В трёх турах принимали участие люди, уже побывавшие на съёмках передач «Слабое звено», «Кто хочет стать миллионером?» и «Русская рулетка».
15 сентября 2006 года правила суперигры изменились — теперь победителю «Поля чудес» предлагается отгадать три слова на табло вместо одного, как это было прежде.
3 ноября 2010 года вышел юбилейный концерт, посвящённый 20-летию со дня появления передачи. Концерт состоялся в Московском цирке Никулина на Цветном бульваре (создана совместно с «Красным квадратом»), но в этот раз игры как таковой не было.
3 апреля 2020 года в эфир вышел первый за 30 лет существования программы выпуск «Поля чудес» без зрителей в зале. Вместо зрителей на трибуны были привязаны воздушные шары жёлтого цвета с изображением улыбки. Это связано с решением руководства «Первого канала» продолжить выпуск части телепередач без участия приглашённых зрителей в студиях, что вызвано мерами по предотвращению распространения пандемии коронавирусной инфекции COVID-19. В выпусках с 1 мая 2020 по 24 сентября 2021 года зрительские места и проходная лестница были закрыты фоном из изображений природы различных времён года.
30 ноября 2021 года стало известно о том, что «Первый канал» решил не продлевать контракт с телекомпанией «ВИD» в связи с нецелесообразностью заключения нового договора на предложенных каналу изменившихся условиях. Впоследствии «Первым каналом» была предпринята попытка договорённости с американским телеканалом CBS о приобретении официальных прав на формат «Wheel of Fortune», при этом Леонид Якубович сохранит должность ведущего и художественного руководителя передачи, а программа по-прежнему будет выходить в пятницу вечером. В январе 2022 года ожидалось переименование программы в «Наше Поле Чудес», однако «Первый канал» и «ВИD» в итоге пришли к соглашению, позволяющему оставить шоу прежние название и формат. Также канал и бывший производитель достигли договорённости, что «ВИD» не будет копировать формат проекта на других каналах, при этом «Первому каналу» передаются права на все отснятые выпуски шоу. Таким образом, с 24 декабря 2021 года производством телеигры занимается творческая мастерская «Студия-А» совместно с телекомпанией «Поле-ТВ».
С 25 февраля по 8 апреля 2022 года программа не выходила в эфир в связи с изменением концепции вещания «Первого канала».
11 мая 2025 года вышел выпуск капитал-шоу, приуроченный к 80-летию Победы, в котором ведущий по поручению Константина Эрнста подарил автомобиль участникам войны в Украине.

## Правила игры

### Основные правила
Игра проходит в четыре раунда — три отборочных, в каждом из которых участвуют по 3 игрока, и финал, в котором участвуют победители отборочных раундов.
В начале раунда ведущий объявляет участникам тему игры. Все вопросы в игре будут связаны с данной темой, которой может быть что угодно (совы, мёд, свадьбы, железо и т. д.). Далее ведущий показывает зашифрованное на табло слово касающееся темы, и даёт наводящие подсказки, чтобы игроки его угадали. В редких случаях на табло могли загадываться как словосочетания, так и слова, написанные через дефис (при этом такой знак открывался на табло самим ведущим). Основная задача каждого игрока — угадать слово быстрее, чем его соперники, и заработать как можно больше очков.
Игроки крутят барабан. Первый ход делает игрок, стоящий ближе всех к ведущему. Ему могут выпасть сектора с каким-либо числом очков, которые он получит, если угадает букву, или специальный (также временный) сектор.
В случае результативного хода игрок называет букву русского алфавита, которая, как он считает, присутствует в загаданном слове. Если такая буква есть, то она открывается на табло, а игрок получает выпавшее количество очков (если таких букв несколько, открываются все, а очки начисляются за каждую), и может крутить барабан ещё раз или же рискнуть и назвать слово целиком. Если же названной буквы в слове нет (или если ход нерезультативный), право крутить барабан переходит к следующему игроку. Кроме того, нерезультативными ходами также считаются повторное произношение как уже открытой на табло буквы, так и ранее названной отсутствующей. Побеждает игрок, первым отгадавший всё слово. Если игрок называет слово неправильно, то он выбывает из игры. Слово может быть также открыто буква за буквой вращением барабана и называнием по одной букве за ход. В этом случае победителем становится игрок, открывший последнюю букву.
Игроки, победившие в своих раундах, выходят в финал. Игрок, победивший в финальном раунде, считается победителем игры. Он может выбрать призы на заработанные очки (количество набранных игроками очков нигде не отображается, а сумма очков, заработанная победителем игры, озвучивается ведущим).
При трёх подряд верно угаданных буквах игрок имеет право на выбор из двух шкатулок, в одной из которых лежат деньги. Если он угадывает шкатулку, то получает выигрыш в размере 5 тысяч рублей, которые не могут «сгореть».
Если выбыло два игрока, то для третьего работает правило трёх результативных ходов, введённое в 1993 году. Оно состоит в том, что игрок после трёх результативных ходов должен назвать слово — в противном случае он выбывает из игры и не становится победителем тура. Таким образом, в финале могут играть два или один игрок; игра также может остаться без победителя (если вышеуказанная ситуация происходит в финале) или даже без финала (если такое происходит во всех трёх отборочных турах).
В начале 1990-х существовала «страховка», состоявшая из следующего: участники называли это «несчастным случаем» (например: дважды подряд выпадение сектора «Банкрот», не названо ни одной правильной буквы, вообще не дошёл ход и т. д.), и, если с участником происходило то, от чего он «страховался», он получал денежный приз. Каждую тройку, финал и суперигру проводили самостоятельные фирмы.
15 января 1991 года появилась игра со зрителями, сидящими в студии, просуществовавшая до 2 ноября 2001 года: ведущий задавал вопрос и предлагал зрителям назвать слово, иногда открывая несколько букв. Первый зритель, назвавший слово, получал приз. Тем не менее, в некоторых выпусках 1998 года игры со зрителями не было совсем.
Так как игроки находятся в студии не одни, существует вероятность несанкционированной подсказки. Если ведущий услышал из зала подсказку, нарушитель удаляется из студии, а ведущий меняет задание. Смена задания осуществляется также в случае, если по чьей-либо ошибке (ведущего или ассистента) открывается не та буква (вместо названной игроком). Зафиксирован только один подобный случай — на выпуске 27 марта 2015 года, однако там задание заменено не было.

### Барабан
Внешний облик барабана неоднократно менялся (в 1992, 1993, 1995, 1999, 2001 и 2005 годах). Его классический внешний вид был с чёрно-белыми секторами и стрелкой на центральной оси, которая указывает, что выпало игроку (ныне стрелка расположена недалеко от ведущего). В 1990—1993 годах было 40 секторов на барабане; но начиная с 7 мая 1993 года и по сей день их стало 36. В 1993 году на барабане появились 150, 200, 300, 350, 500 и 750 очков; много лет спустя, в 2005-м, самое большое количество очков на барабане стало равняться 1000. Только в одной новогодней игре от 31 декабря 1999 года было 2000 очков на барабане. Несмотря на это, всё равно бывали случаи, когда порядок расположения секторов и очков барабана частично меняли. Во время вращения барабана звучит музыкальное сопровождение, тоже неоднократно менявшееся (в 1990, 1993, 1996, 1999, 2011 и 2021 годах.) На барабане располагаются сектора с очками (350, 400, 450, 500, 600, 650, 700, 750, 800, 850, 950, 1000): игрок зарабатывает эти очки в случае, если верно называет букву. В специальных (обычно в праздничных) выпусках могут существовать отдельные сектора (например, «БАМ 50», «УГРО РФ — 90 лет», «Ёлка», «Новый год», «Снежинка»), дающие, как правило, дополнительные призы.

#### Действующие сектора
- Приз (П) — игрок может либо продолжить игру, либо взять приз, спрятанный в чёрном ящике, и выйти из игры. Если игрок берёт приз, то выносится чёрный ящик: ведущий торгуется с игроком за приз, в качестве которого может оказаться любая вещь (от ключей от автомобиля, телевизора, плеера, чека на 10 000 $, путёвок и экскурсий, до шуточных подарков — тыквы, капусты, лука, бутылки водки, игрушечной машинки, тапочек). Также вместо чёрного ящика можно взять определённый денежный приз, который определённое количество раз предлагает вместо приза игроку ведущий, увеличивая с каждым разом сумму. Если игрок соглашается вместо приза взять предложенные деньги, он также покидает игру. От этого сектора можно отказаться, и тогда игроку выпадет 2000 очков за угаданную букву.
- Плюс (+) — игрок может открыть любую букву по счёту (если эта буква встречается несколько раз, то открываются все). Впервые появился в игре от 1 января 1991 года. До 2000 года в этом секторе могла быть открыта только первая буква, или же вторая в том случае, если первая буква уже открыта. Чаще всего игроки открывают первую букву.
- Ключ — игроку дают шесть ключей, один из которых — от автомобиля. Игрок выбирает из этих ключей один (иногда ведущий разрешает взять более одного) и пробует открыть дверь автомобиля. Если ключ подходит — игрок забирает автомобиль, если нет — продолжает играть, а ход переходит к другому игроку. В случае неверно выбранного ключа подходит ассистент и показывает, что ключ от автомобиля действительно есть. От этого сектора можно отказаться, и тогда ведущий предлагает 2000 очков за угаданную букву.
- Банкрот (Б) — игрок теряет все заработанные очки, а ход переходит к другому игроку. Раньше при выпадении сектора «Банкрот» игроку дважды выдавался поощрительный приз.
- Ноль (0) — игрок сохраняет все заработанные очки, но ход переходит к другому игроку.
- Удвоение (×2) — заработанные игроком очки удваиваются, если он назовёт верную букву (если две буквы, то утраивается, если три — умножается на 4, и т. д.)

#### Упразднённые сектора
- Альтернатива (А) — существовал на барабане в выпусках от 31 января до 25 декабря 1992 года. Обозначался на чёрном секторе и на месте слегка подрезанного жёлтого квадрата буквой «А» красно-коричневого цвета. Игроку нужно было бросить игральный кубик шесть раз: в зависимости от выпавшего числа открывалась соответствующая буква в шестибуквенном слове. Назвав это слово, игрок сохранял за собой право назвать букву в основном разыгрываемом слове.
- Банк — существовал на барабане в некоторых выпусках 1995 года. Это был сектор, в случае выпадения которого участнику игры предлагалось открыть счёт в любом российском банке на довольно крупную сумму. В случае отказа участник просто называл слово.
- Капитал (К) — существовал на барабане в выпусках с 6 марта 1998-го по 30 ноября 2001 года взамен сектора «Миллион». В игре от 20 марта 1998 года (тема — страусы) игроку, если ему повезло выбрать шкатулку с деньгами, предлагались на выбор 3 млн старых рублей или 3 тыс. новыми.
- Миллион (М) — данный сектор существовал на барабане с 7 июня 1993-го по 27 февраля 1998 года. В случае его выпадения игроку предлагалось угадать, в каком из двух мешков баранки, а в каком — деньги. Если игрок угадывал, то оставался в игре и мог назвать букву, а если ошибался, то выбывал из игры (в любом случае он получал содержимое выбранного мешка). Игрок при этом мог отказаться от сектора.
- МММ — он выпадал на барабане только в двух выпусках от 31 декабря 1993-го и 1 июля 1994 года вместо сектора «Миллион», и в этом случае участник выигрывал денежный приз — 3 млн тогдашних рублей.
- Табло (Т) — этот сектор появился в игре от 16 октября 1998 года. В случае его выпадения игроку предлагалось выбрать на табло один из нижеперечисленных цветных многоугольников. Как правило, игрок получал продукцию от спонсора.
- Фант (Ф) — встречался в выпусках 1991 и 1992 годов (и изображался на двух секторах — белом и чёрном), игроку нужно было выполнить желание ведущего. Игроку, выполнившему желание, вручался поощрительный приз.
- Шанс (Ш) — игрок мог позвонить по телефону (номер давал случайный зритель в студии) для получения ответа или подсказки. Если на другом конце провода отвечают правильно, то ему высылают приз. Если игрок отказывается от данного сектора, считается, что ему выпал сектор «1500 очков».

#### Спонсоры и их сектора
С момента учреждения программы у неё было много спонсоров, предоставлявших призы для участников (в том числе и в суперигре). Так, в первом выпуске призы предоставили американские компании B&D и Coca-Cola, латвийский производитель парфюмерии Dzintars и две бюджетные организации — Всесоюзный центр по товарам и услугам министерства металлургии СССР и Московское центральное объединение оптовой торговли сувенирами. С 1991 года среди спонсоров упоминались «Аджио», «Аргументы и факты», «Байерсдорф», «Балтимор», «Гермес-Финанс», «Дока-пицца», «Домино», «ИЖ-Авто», «МАРКЕТ ГРИН», «МММ», «МММ-Инвест», «Объединение Союзпищепром», «Совмаркет», «Спасские ворота», «Торговый дом БУИР», «Финтраст Интернешнл», «ЮКОС», «CROSNA», «DeLonghi», «Genser», «GEFEST», «Renault», «SCARLETT», «Sharp», «Star Galaxy» и многие другие.
В разное время, начиная с 5 августа 1994 года, на барабане «Поля чудес» выпадали различные «спонсорские сектора». Игроки, которым доставался подобный сектор, обычно получали подарок от спонсора программы или право поучаствовать в розыгрыше большого приза.

### Суперигра
После того как победитель игры выбрал себе призы на заработанные очки, ведущий предлагает ему поучаствовать в суперигре, где он может либо потерять всё, либо выиграть суперприз, подарок программы и автомобиль в придачу к заработанным призам. У игрока есть абсолютно свободное право — играть в суперигру, либо не играть и уйти с выигранными призами в основной игре.
В случае согласия игрок вращает барабан для выбора одного из шести суперпризов. Ведущий загадывает три слова (до 15 сентября 2006 года — одно, в одном выпуске 2006 года — два): основное горизонтальное и два дополнительных вертикальных. Зачитав все три задания, ведущий даёт право игроку назвать несколько букв алфавита (количество букв называет ведущий, обычно это половина букв основного слова, если там чётное количество букв, и половина, округлённая в большую сторону, если нечётное). Если названные игроком буквы есть в словах, они открываются. После этого игроку даётся минута на то, чтобы назвать основное слово. Для победы в суперигре игроку нужно обязательно угадать основное (горизонтальное) слово, и тогда он получит суперприз, однако если игрок назовёт все три слова, то в дополнение к суперпризу выиграет автомобиль. Если игрок не угадывает горизонтальное слово (неважно, знает ли он вертикальные слова или нет), то теряет призы, выигранные по очкам (сохраняются только подарки и деньги из двух шкатулок). Иногда, впрочем, один или больше из этих призов по воле ведущего остаётся у игрока.
В самом первом выпуске среди разыгрываемых в суперигре призов были стереомагнитофон с лазерным проигрывателем, видеомагнитофон, холодильник, телевизор, видеокамера и автомобиль. Для включения автомобиля в розыгрыш Владислав Листьев лично съездил в Тольятти на завод АвтоВАЗ. Из разыгрываемых марок автомобилей были модели Volvo 850, Mercedes 190, Mitsubishi Pajero, а в дальнейшем стали разыгрываться Lada Granta, Lada Kalina и Daewoo Lanos. Одним из наиболее оригинальных суперпризов в начале существования передачи была яхта «Лена», выставленная московской фирмой «Совмаркет», однако к моменту выхода 100-й передачи она ни разу не была разыграна и осталась в собственности телекомпании ВИD. Ещё один автомобиль, который никем не был выигран, также перешёл в собственность компании. К 1992 году, по словам Владислава Листьева, передаче стали предлагать разыграть земельный участок и двухэтажный дом.
В 1996 году суперпризами «Поля чудес» считались, как правило, мотороллер, видеомагнитофон, видеокамера, телевизор, холодильник и автомобиль.
С 1995 по 1998 год в суперигре существовал указатель «Поле чудес» среди суперпризов. Его выпадение означало вручение игроку майки, кепки и его освобождение от игры в суперигру без потери всего выигранного ранее. В частности, этот указатель выпадал Игорю Угольникову в новогоднем выпуске 29 декабря 1995 года и Владимиру Винокуру в выпуске от 8 марта 1996 года по случаю Международного женского дня.

### Разыгранные суперпризы
В самом первом выпуске от 26 октября 1990 года москвичка Галина Нестерчук первой приняла участие в суперигре: верно ответив на вопрос, она получила в качестве приза стереомагнитофон с лазерным проигрывателем.
С 1990 по 2021 годы в ходе проведения суперигр и выпадения призовых секторов «Приз», «Ключ» и прочих игрокам было вручено свыше 300 автомобилей разных марок. Одной из первых обладательниц машины в выпуске от 18 сентября 1992 года стала Нина Макарова (г. Саратов), победившая в суперигре и получившая автомобиль Mercedes 190, предоставленный компанией Sov Avto Capital.
В выпуске 3 сентября 1993 года обладателем автомобиля ВАЗ, предоставленного фирмой ДАИР, стала Вера Смирнова (г. Калининград, Московская область), которой выпал сектор «Приз» и которая отказалась от суммы в размере 400 тысяч рублей.
В выпуске 3 декабря 1993 года победу одержал Владимир Шеваршенко (г. Владимир). Он пошёл на суперигру, где разыгрывалось сразу шесть автомобилей, предоставленных одной из компаний Бориса Березовского. Хотя он не сумел дать верный ответ на вопрос в суперигре, ведущий в качестве утешительного приза вручил ему ВАЗ-2109. По словам самого Владимира, с трибун он слышал, что на разыгрываемую машину уже нашли покупателя и в случае победы у Владимира могли возникнуть проблемы с новым покупателем. По его мнению, неудача в суперигре фактически спасла его от этой проблемы.
Одной из первых обладательниц автомобиля, выигранного в призовом секторе в основной игре, стала Нелли Голос (г. Заозёрск), которая в выпуске от 9 сентября 1994 года благодаря выпавшему призовому сектору от компании «Дока-Пицца» верно подобрала ключи от разыгрываемого автомобиля.
В некоторых выпусках 1990-х годов были разыграны квартиры в Москве, предоставляемые компанией «Юнисстрой», являвшейся спонсором «Поле чудес». Однако в 1997 году у компании начались серьёзные финансовые трудности, и вскоре «Юнисстрой» обанкротился: его имущество было арестовано, а генеральный директор Андрей Гольдберг пропал. Несколько человек, выигравшие квартиру в передаче, но так и не дождавшиеся её получения, безуспешно пытались добиться от «Юнисстроя» выполнения их требований и даже подали в суд на телекомпанию «ВИD». Одной из наиболее известных стала история белгородца Игоря Кобелева, выигравшего в 1993 году миллион рублей и сертификат на квартиру в любом городе России. Уже после игры в гостинице «Останкино» на него напали бандиты, которые украли выигранные им деньги, призы и сертификат на квартиру. Только по счастливой случайности Кобелев остался жив: после пережитого им он стал священником и служил до своей смерти в январе 2023 года.
В 2017 году были зафиксированы несколько случаев выигрышей квартир в Санкт-Петербурге: обладателями стали Арби Шабаев (село Автуры Шалинского района Чечни), получивший двухкомнатную квартиру и Светлана Фомина (село Панфилово), получившая сертификат на квартиру-студию.

## Время выхода в эфир
- С 25 октября по 28 декабря 1990 года передача выходила по пятницам в 20:00 на Первой программе ЦТ.
- С 1 января по 28 мая 1991 года — по вторникам в 21:45 на Первой программе ЦТ после программы «Время».
- С 7 июня 1991 года по 25 августа 2006 года и с 14 декабря 2012 года по настоящее время — по пятницам в 19:45 (ранее также в 17:15, 19:40, 19:50, 19:55, 20:00, 20:05 и 20:55) на Первом канале (ранее Первого канала Останкино и ОРТ). До 27 декабря 1991 года выходила перед информационной программой. С 3 января 1992 года по 29 июня 2001 года[42] выходила перед программой «Спокойной ночи, малыши!». С 6 июля 2001 года по 25 августа 2006 года и с 14 декабря 2012 года настоящее время выходит перед программой «Время». С 10 апреля 1995 по 26 августа 2002 года повторы программы выходили на ОРТ по понедельникам в таймслоте 9:40—13:10. Со 2 сентября по 7 октября 2002 года повторы шли уже на «Первом канале» по понедельникам в 9:10, но были уже нерегулярными.
  - С 25 января 2013 года по настоящее время выходит после программы «Человек и закон». В случае выпадения трансляции спортивных мероприятий на вечернее время суток в европейской части России программа может не выходить в эфир.
- С 1 сентября 2006 года[43] по 6 марта 2009 года выходила в 18:50/18:55/19:00/19:05/19:10 перед показом сериала в 20:00. С 13[44] по 27 марта[45] 2009 года выходила в эфир в 18:20 после вечернего выпуска новостей и перед программой «Пусть говорят».
- С 15 января по 12 февраля 2010 года передача выходила в 18:30 после вечернего выпуска новостей и перед программой «Пусть говорят».
- С 19 февраля по 5 марта 2010 года выходила в 18:50 после программы «Криминальные хроники».
- С 12 марта 2010 года по 26 августа 2011 года вновь выходила в 18:20 после вечернего выпуска новостей (с 12 марта по 2 апреля 2010 года перед сериалом «След», а с 9 апреля 2010 года по 26 августа 2011 года перед программой «Давай поженимся!»).
  - 11, 25 июня и 2 июля 2010 года передача не выходила в эфир в европейской части России из-за трансляции матчей Чемпионата мира по футболу 2010.
- Со 2 сентября 2011 года по 1 июня 2012 года и с 7 сентября по 7 декабря 2012 года передача выходила в 18:45/18:50 после вечернего выпуска новостей.
  - С 9 июня по 31 августа 2012 года в 19:00 выходила после ток-шоу «Между нами, девочками».

## Место съёмок
Запись 50-60 минут эфира может длиться до трёх часов. Съёмки программы идут два дня в месяц, в субботу и воскресенье. За один съёмочный день снимается по две передачи. Сами съёмки проходят в четвёртой студии телецентра «Останкино».

## Фотогалерея
| |  |  |  |
| Выпуск программы «Поле чудес», посвящённый 100-летнему юбилею военной авиации России, 10 августа 2012 года |  |  |  |

## Музей программы
У программы есть свой музей, в котором хранятся предметы, подаренные участниками Леониду Якубовичу. Музей подарков капитал-шоу «Поле чудес» был создан в 2001 году по инициативе заместителя директора Выставочного Комплекса «Наука и образование» ВДНХ, Козлова Олега Алексеевича, и была поддержана его директором Салащенко Алексеем Ганнадиевичем, но его идея была задумана ещё в начале 1990-х, но реализовать её удалось намного позже, благодаря энтузиазму сотрудников ВДНХ.В музее можно найти первый ящик «Поле чудес», костюмы, которые надевал Якубович, многочисленные портреты Якубовича и многое другое. Музей находился в павильоне «Центральный» ВДНХ. Большинство экспонатов можно трогать руками, разрешается вести фотосъёмку, примерять костюмы. В августе 2014 года музей закрыли, но вскоре, 25 сентября 2015 года, в честь 25-летнего юбилея программы музей был снова открыт и перенесён из ВДНХ на первый этаж главного здания телецентра «Останкино» — дома 19 на улице Академика Королёва.

## Игры по мотивам программы
Первая попытка выпустить компьютерную игру по мотивам программы была предпринята Алексеем Силаевым в 1991 году. Игра была выпущена под DOS, но практически не набрала популярности.
В 1993 году по мотивам телепрограммы вышла DOS-игра «Поле чудес: Капитал-шоу». Эта игра была портирована для ОС Android и iOS. В последнее время версия DOS-игры усовершенствована, к традиционной игре (старый словарь) добавлены разделы новый словарь, детский словарь и игра по сети, а также добавлен голос Леонида Якубовича.
Существовали также игры, основанные на «Поле чудес», написанные для бытового компьютера ZX-Spectrum и приставки Dendy. Было две версии игры, первая вышла в 1995 году, игровое поле было розовым, ведущий отсутствовал, музыкальное сопровождение (мелодия вращения барабана) было скопировано из игры Duck Hunt, а при секторе «Банкрот» звучала мелодия проигрыша из игры Wild Gunman.
Кроме того, в 1990-е была создана настольно-печатная версия игры, которая выпускается по лицензии телекомпании ВИD.
В конце июля 2000 года появилась первая настольная версия игры, изготовленная по правилам 1990—1991 годов.
Ещё одна игра, основанная на «Поле чудес», называлась «Фортуна», разрабатывала её BBG Corporation в сотрудничестве с Александром Чудовым. Была примечательна высокой сложностью. Игрок, пройдя всю игру, мог выиграть миллион.
В 2009 году появилась онлайн версия игры по мотивам «Поле чудес» по адресу polechudes.tv, где нужно отвечать на вопросы в трёх турах, крутить барабан и угадывать загаданное слово по буквам. Игра не поддерживает многопользовательский режим и предлагает в ответить на три вопроса возрастающей сложности в трёх турах, по данным сайта за 14 лет было сыграно чуть больше 10 миллионов игр. С 2022 года также можно сыграть в игру с вопросами из последнего выпуска телепередачи «Поле чудес», игрок в этом режиме будет участвовать во всех трёх турах и финале, а также в суперигре, если она была сыграна в эфире.
1 января 2010 компанией HeroCraft была выпущена первая мобильная версия игры, которая предназначались для телефонов под управлением J2ME.
10 мая 2012 года компанией HeroCraft под издательством Alawar была выпущена игра «Поле чудес» по мотивам телепрограммы. Игра была разработана на движке Wintermute Engine.
29 февраля 2016 года компания Studio Z выпустила игру «Поле плюс».
12 мая 2020 года компания Existical games выпустила игру «Капитал-шоу + супер игра».

## Награды
- Премия ТЭФИ-1995 в номинации «Лучший ведущий развлекательной передачи».
- Премия ТЭФИ-1999 в номинации «Ведущий развлекательной программы».
- Премия ТЭФИ-2025 в номинации «Легендарная телевизионная программа».

## Пародии
- В 1992 году в передаче «Оба-на!» была показана пародия на «Поле чудес», где ведущий настоящего шоу — Якубович — в реальной студии «Поле чудес» представлял пьяниц, которых играли Игорь Угольников, Евгений Воскресенский и Николай Фоменко[56][57].
- В 1993 году в одном из выпусков передачи «Джентльмен-шоу» на РТР была показана пародия на «Поле чудес» под названием «Пуля чудес», где ведущего сыграл Эдуард Цирюльников, его ассистентку — Наталья Бузько, а участников — Георгий Делиев, Борис Барский и Михаил Волошин из комик-труппы «Маски»[58]. В качестве фона для пародии использовалась запись одного из выпусков 1992 года; в том же 1992 году в октябре в 100-м выпуске программы актёры «Джентльмен-шоу» появились в качестве почётных гостей и вручили приз участнику первой тройки[59]. Несколькими годами позже в программе была показана ещё одна пародия на эту передачу, где Якубовича пародировал Олег Филимонов, а «игроками» были актёры шоу.
- В 1996 году в программе «Городок» на РТР в выпуске «Заповеди нашего городка» была показана пародия на «Поле чудес» с участием военных, где Леонида Якубовича изображал Илья Олейников[60][61].
- Несколько пародий на «Поле чудес» показывали братья Пономаренко — «„Новый русский“ на „Поле чудес“»[62], «Дед Щукарь на „Поле чудес“»[63] и «Дед на „Поле чудес“»[64].
- В КВН на показывались неоднократно пародии на передачу «Поле чудес»: среди авторов этих пародийных номеров были команды ЕРМИ (2000 год)[65], ММА им. Мечникова (2003 год)[66], «Астана. KZ» (2006 год)[67], «МаксимуМ» (2008 год)[68] «Борцы» (2013 год)[69] и «Камызяки» (2015 год).
- Программа «Поле чудес» (или, как она пародийно названа, «Чудеса на поле») — место действия юмористического рассказа Сергея Кондратьева «Шпингалет», известного в исполнении Евгения Петросяна[70][35].
- В телепередаче «Большая разница» на Первом канале были показаны несколько пародий на капитал-шоу[71][72][73]: в частности, роль Якубовича исполнял в 7-м выпуске программы Сергей Бурунов; в 21-м, 54-м, 58-м выпусках и «Оливье-шоу 2011—2012» — Владимир Кисаров; в 68-м выпуске — Сергей Лавыгин.
- В программе «Comedy Club» на ТНТ (11-й сезон, 28-й выпуск) была поставлена пародия на выпуск капитал-шоу, съёмки которого прошли в Абхазии; роль Якубовича исполнил Гарик Харламов, а роли участников — Демис Карибидис, Андрей Скороход и Тимур Аршба[74], 18 декабря 2015 года в той же программе была показана пародия на «Поле чудес», где в этой пародии телеигру ведёт не Леонид Якубович, а президент России Владимир Путин, роль Путина сыграл Дмитрий Грачёв, а роли Александра Лукашенко, Ангелы Меркель и Барака Обамы сыграла группа USB.
- Программа «Однажды в России» на ТНТ пародировала дважды[источник не указан 21 день] под названием «Поле волшебства», где роль Якубовича исполнил Азамат Мусагалиев[75][76].

## Первоапрельские выпуски
Существовала традиция проводить шуточные первоапрельские выпуски передачи в необычной обстановке и с необычными условиями игры.
- 2 апреля 1993 года вышел выпуск, анонсированный как прощальный, хотя Якубович в самом конце оговорился, что этот выпуск был последним только на текущей неделе, а сама передача продолжит выходить и в дальнейшем. В выпуске принимали участие ведущие Первого канала Останкино: Владислав Листьев, Олег Марусев, Юрий Николаев, Вадим Тонков, Игорь Угольников, Дмитрий Крылов, Виктор Мережко и т. д.
- 1 апреля 1994 года был показан выпуск по случаю «60-летия» Леонида Якубовича, которому тогда было 48 лет. В игре участвовали известные артисты, писатели, композиторы, телеведущие, которые рассказывали полуправдивые байки о том, как так или иначе пересекались с Якубовичем в течение 60 лет его жизни. Также была разыграна шуточная свадьба Леонида Якубовича и актрисы Ирины Мирошниченко. В конце игры Якубович символически доверил провести финал и суперигру «Поле чудес» Владиславу Листьеву, находясь при этом в зрительном зале[77].
- 1 апреля 1999 года вышел первоапрельский выпуск, в котором участвовал актёр Геннадий Храпунков, сыгравший экстрасенса, сумевшего выключить все телевизоры страны на 10 секунд.
- 4 апреля 1999 года вышел ещё один выпуск с участием двойников знаменитых ведущих ОРТ (Сергея Супонева, Евгения Петросяна, Владимира Познера, Юрия Николаева, Олега Шкловского, Александра Маслякова, Юрия Сенкевича, Юлия Гусмана и Николая Дроздова). Как оказалось, двойниками были сами искусно загримированные ведущие, тембр голоса которых был изменён; в отдельных кадрах появлялись сами ведущие, сидевшие в зрительном зале. Передача вышла не в пятницу, а в воскресенье. В конце выпуска было подчёркнуто, что передача приурочена не только ко Дню смеха, но и к дню рождения современного канала ОРТ, которому исполнялось 4 года[78].
- 31 марта 2000 года был показан выпуск, якобы снятый в Экваториальной Африке в вымышленной стране Миха-Маклаха, с участием местных русскоговорящих жителей, о чём во вступлении рассказывал Юрий Сенкевич. В реальности выпуск снимался в перестроенной студии с участием студентов РУДН (в том числе и Сборная РУДН)[79][80]. Позже Леонид Якубович во время путешествия по Танзании даже встретился с одной из участниц того шуточного выпуска, Джульеттой Магамбо; ещё одна их встреча состоялась в 2015 году в эфире программы «Сегодня вечером»[35].
- 1 апреля 2004 года был показан шуточный выпуск, посвящённый «25-летнему юбилею» игры: в игре принимали участие несколько актёров и певцов, выступавших под псевдонимами и представленных под вымышленными должностями. С шуточным юбилеем Якубовича поздравляли при этом ведущие Первого канала[81]. Настоящий же 25-летний юбилей игры отмечался в октябре 2015 года.
- 1 апреля 2011 года вышел очередной шуточный выпуск, приуроченный к «Дню доллара». В этом выпуске одному из участников (актёру, представленному как врач-психиатр Эдуард Моисеевич Малкин из Хабаровска) при выпадении сектора «Приз» досталось яйцо, хотя Якубович предлагал ему 2 тысячи долларов (57032 рубля 40 копеек по курсу на 01.04.2011), в ответ на что возмущённый игрок выкрикнул вошедшую в историю программы фразу «Вы все жулики!». После этого Якубович разбил яйцо, внутри которого лежал чек на 10 тысяч долларов (285162 рубля по курсу на 01.04.2011)[82][83].

## Телеигра в фильмах
- В комедии «Не послать ли нам… гонца?» герой Михаила Евдокимова попадает на «Поле чудес»[35] и в качестве подарка дарит Леониду Якубовичу глушитель от автомобиля.
- В комедии «Старые клячи».
- В телесериале «Ускоренная помощь» в 7-й серии 2-го сезона одному из пациентов делают пластическую операцию, превращая его в двойника Якубовича, и тот проводит в больнице «Поле чудес»; пациента сыграли Сергей Шульга (до операции) и сам Леонид Якубович (после операции).
- В фильме «Дедушка моей мечты».
- История учительницы Людмилы Гандыбиной из деревни Почитанка в Сибири, в 2006 году принявшей участие в телеигре, стала основой сюжета телефильма 2015 года «Алёнка из Почитанки»[84][85].
- В комедии «Страна чудес» в программе играет герой Фёдора Добронравова. Несмотря на попытки режиссёра Дмитрия Дьяченко уговорить Якубовича сыграть самого себя, тот отказался[86], и в итоге в образе Якубовича появился ранее пародировавший его в «Большой разнице» Владимир Кисаров[87], однако крупным планом его лицо не показывается.

## Документальные фильмы о телеигре
В 2015 году к 25-летию телепрограммы был снят документальный фильм «Есть такая буква» («Первый канал», 2015).

### Комментарии
1. ↑  В первых выпусках в 1990 году не было темы или конкретного задания, игроки просто угадывали заданное слово, иногда только ведущий мог подсказать, что зашифровано (пословица, название фильма).
2. ↑  Результативным считается ход, после которого игрок имеет право назвать букву, или же сектор «Плюс», нерезультативным — сектор «Банкрот» или сектор «0» (при выпадении которых ход автоматически переходит к другому игроку).
3. ↑  Буквы «Е» и «Ё», «И» и «Й» считаются за одну букву.
4. ↑  В первых выпусках 1990 года количество очков, начисленных игроку, иногда появлялось на экране в случае результативного хода.
5. ↑  В первых выпусках — 5, 10, 25, 30, 50, 100, 250.